# Partit de la Solidaritat i del Progrés
El Partit de la Solidaritat i del Progrés (francès Parti de la Solidarité et du Progrès, PSP, kinyarwanda Ishiyaka ry’Ubwisungane Bugamije Iterambere) és un partit polític de Ruanda.

## Història
EL PSP va participar en les eleccions parlamentàries ruandeses de 2008 com a part de la coalició liderada pel Front Patriòtic Ruandès i va obtenir un únic escó. No va participar en les eleccions parlamentàries ruandeses de 2013.